# Never So Few
Never So Few (bra: Quando Explodem as Paixões ) é um filme estadunidense de 1959, do gênero guerra, dirigido por John Sturges.
Produção com elenco internacional, o filme é lembrado por ser a primeira colaboração entre Steve McQueen (na época ainda pouco conhecido) e o diretor Sturges, que depois realizariam juntos outros sucessos.

## Sinopse
Durante a II Guerra Mundial, soldados aliados procuram organizar nativos asiáticos de Miamar (na época "Burma"), chamados de Kachin, tentando criarem uma resistência contra as hordas invasoras japonesas. O valente mas rebelde capitão Reynolds se destaca na luta, e é surpreendido quando um grupo aliado que viera em seu apoio, é emboscados por mercenários chineses. Imediatamente ele parte para a vingança, mesmo alertado pelos superiores para não o fazer, pois poderia criar um incidente com a China, inimiga do Japão.

## Elenco principal
- Frank Sinatra.... Capitão Tom Reynolds
- Gina Lollobrigida.... Carla Vesari
- Peter Lawford.... Capitão Grey Travis
- Kipp Hamilton
- Steve McQueen.... Cabo Bill Ringa
- Charles Bronson